# Абушев, Расим Фарзи оглы
Раси́м Фарзи́ оглы́ Абу́шев (азерб. Rasim Fərzi oğlu Abuşev; род. 15 октября 1963, Баку) — советский и азербайджанский футболист, футбольный тренер. Выступал за сборную Азербайджана. Окончил бакинский институт физической культуры.

## Биография
Родился и вырос недалеко от Баку. Во время службы играл в армейской команде на первенстве республики. Из-за этого попал в большой футбол уже в зрелом возрасте. Сначала играл в бакинском «Гянджлике», выступавшем во второй лиге, а через полгода — в «Нефтчи».
1-й матч в высшей лиге провёл в Киеве против местного «Динамо», противостоя на бровке Василию Рацу. Матч закончился вничью.
Весной 1997 года Расим, на тот момент игрок агдамского «Карабаха», вместе со сборной Азербайджана тренировался на Кипре. Там же находились динамовцы из Ставрополя, которые и вышли на азербайджанскую федерацию футбола и решили вопрос о переходе в стан «бело-голубых».
После многолетнего выступления за ставропольское «Динамо», где он выходил на поле в том числе и с капитанской повязкой, оказался в «Жемчужине» из Будённовска, а впоследствии в рыздвяненском «Кавказтрансгазе».
В августе 2004 принял приглашение Назима Сулейманова перейти в «Хазар-Ленкорань». Однако отыграв только одну игру против «Бакы», где команда уступила со счётом 0:2, решил завершить выступления в большом футболе.
По завершении карьеры стал тренером. В 2008 году, вместе с Андреем Муликовым, тренировал ставропольское «Динамо».
На 2012 год возглавлял команду мальчиков 2003 года рождения в структуре ФК «Ставрополь».

## Карьера в сборной
С момента образования сборной Азербайджана вызывался и играл постоянно. С 1993 по 1999 провёл за сборную 40 матчей, в которых отметился 2 мячами.